# Ismaël de Lesseps
Ismaël de Lesseps (ur. 27 listopada 1871 w Paryżu, zm. 30 września 1915 w Vigny) – francuski szermierz, członek francuskiej drużyny olimpijskiej w 1908 roku.
Brat szermierza i olimpijczyka Bertranda Marie de Lessepsa oraz syn polityka i dyplomaty Ferdinanda de Lessepsa. Zginął podczas I wojny światowej. 